# دوري تونغا لكرة القدم 2006
دوري تونغا لكرة القدم 2006 هو موسم من دوري تونغا لكرة القدم. فاز فيه Lotohaʻapai United ‏.